# Plan hipodámico

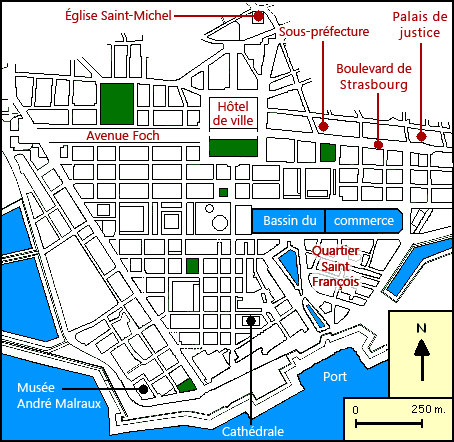
Plano ortogonal del centro de la ciudad de El Havre, reconstruido después de la Segunda Guerra Mundial.

Un plan hipodámico, trazado hipodámico o trazado en damero es el tipo de planeamiento urbanístico que organiza una ciudad mediante el diseño de sus calles en ángulo recto, creando manzanas rectangulares. El apelativo hipodámico proviene del nombre del arquitecto griego Hipodamo de Mileto (en griego: Hippodamos), considerado uno de los padres del urbanismo cuyos planes de organización se caracterizaban por un diseño de calles rectilíneas que se cruzaban en ángulo recto. Se utiliza un plano urbano llamado plano ortogonal, equirrectangular, en cuadrícula o en damero. Las ciudades que presentan este tipo de planeamiento urbano tienen una morfología urbana perfectamente distinguible en su trazado viario.
Este tipo de planeamiento tiene la ventaja de que su parcelamiento es más fácil por la regularidad de la forma de sus manzanas. Pese a esta simplicidad aparente, este tipo de plan presenta algunos inconvenientes, pues prolonga la longitud de los trayectos. Para evitarlo se puede completar con calles diagonales. Para aumentar la visibilidad en los cruces de las calles estrechas, se pueden diseñar edificaciones con chaflanes.
Hay ejemplos de planos ortogonales en Antiguo Egipto, Babilonia y América. En la Edad Antigua destacan las ciudades helenísticas y las que surgieron de un campamento romano; en la Edad Media las bastidas francesas y las nuevas ciudades aragonesas siguiendo las ideas de Eiximenes; en la Edad Moderna la ciudad colonial española; y en la Edad Contemporánea el Plan Haussmann en París o los 
ensanches urbanos españoles.

## Planos ortogonales anteriores a Hipodamo

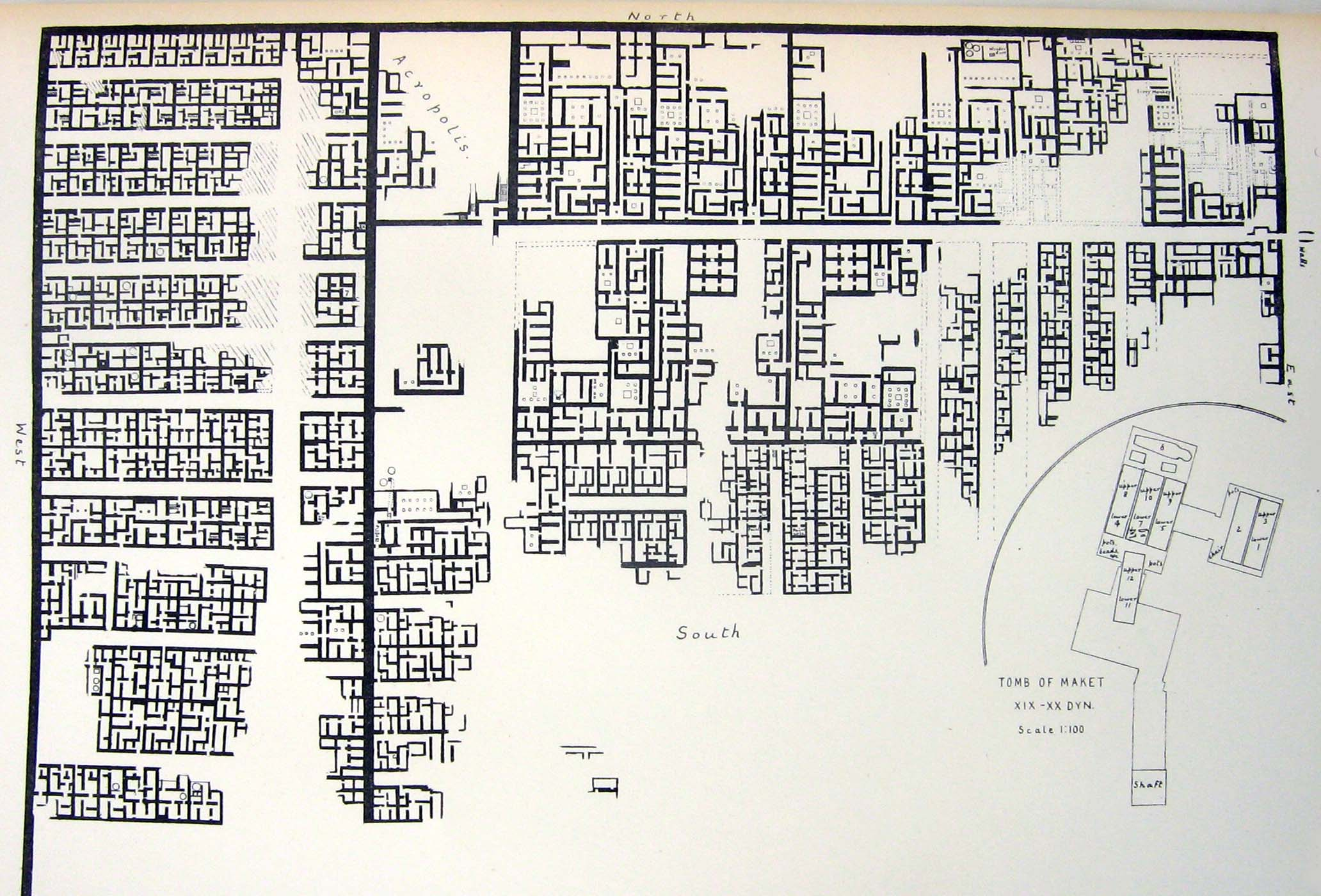
Plano de la villa de la pirámide de Sesostris II en El Lahun (Egipto), fundada en el.

Este tipo de plan urbano, de antiguo origen, fue atribuido durante mucho tiempo a Hipodamo de Mileto, pero las investigaciones sobre el Antiguo Egipto y Babilonia muestran trazados urbanos ortogonales anteriores a la época de Hipodamo. Estas culturas ejercieron gran influencia sobre Grecia. Las primeras ciudades egipcias surgidas en el III milenio a. C. tenían trazados ortogonales. Según Charles Picard «...el mérito soberano de Grecia no es tanto el de ser una patria de ideas nuevas como de técnicas perfectas». Babilonia irradió su prestigio y su cultura a todo el mundo antiguo. Los sistemas urbanos que se originaron en Asiria se extendieron a Etruria y Grecia, destacándose la influencia de las ciudades asirias en el elemento práctico y el urbanismo egipcio monumental. 
Heródoto describe Babilonia como una ciudad de plano cuadrado de 2,1 x 2,1 km, aproximadamente, con un perímetro de 8,5 km, cubierto por una muralla completa de 27,50 metros de alto y 9 metros de ancho, con 50 torres almenadas y 100 puertas de bronce. La ciudad estaba dividida en dos por el río Éufrates, tenía calles rectas que se cortaban en ángulo recto por otras que desembocaban en el río después de atravesar las puertas de la ciudad. Las viviendas llegaban a tener 3 o 4 pisos, sobre una margen del Éufrates estaba el palacio real y sobre la otra el templo de Belos con una torre de ocho pisos.
El cuadrado de 404 hectáreas correspondiente al plano de Babilonia tiene una coincidencia entre sus ángulos y los puntos cardinales. Dentro del espacio correspondiente al plano se han encontrados colinas de detritus como los tell de Kasr al centro, el de Babil al norte y el de Amram al sur. El tell de Babil que pertenecía al palacio de Nabucodonosor II tiene 22 metros de altura y 250 metros de por cada lado de su base.
En el plano correspondiente a la ciudad de Timgad, en Numidia (actual Argelia), antigua colonia militar romana se aprecia un perímetro rectangular, que generalmente estaba rodeado de murallas y el recinto presentaba dos grandes ejes interiores, o calles principales (a veces portificadas) que se denominaban el cardo (traza N-S) y el decumanus (traza E-O). En el sector de intersección de las dos vías se localizaba el foro, y en su entorno los templos, la basílica y la curia. La forma de las manzanas y la traza de las calles es perfectamente regular (plano equirrectangular, en cuadrícula o en damero).
Con la llegada a América, se ha demostrado la existencia de ciudades construidas a partir de una cuadrícula, como es el caso de la ciudad de Teotihuacán, organizada a partir de dos ejes perpendiculares entre sí, que permitieron el trazado de una retícula que sirvió de base para la construcción de los edificios.

## De la polis a la civitas: la retícula hipodámica
Los griegos conciben la ciudad como un área de dimensiones finitas, abarcable óptica y políticamente. Sus asentamientos se emplazan sobre una topografía irregular y se construyen como una serie de bloques. Así, exceptuando la acrópolis y el ágora, las ciudades de Grecia clásica eran un enjambre de células irregulares.
Sin embargo, a través del tiempo los griegos desarrollan un concepto urbano general. Hipodamo de Mileto cristaliza las ideas del momento en una estructura urbana característica que se repite en las ciudades de colonización: unos trazados de calles regulares.
Interpolando plazas abiertas en la disposición en parrilla, en el centro de la retícula sitúa el ágora, espacio excluido del tráfico viario. Al igual que en la polis clásica, en la ciudad hipodámica faltan los ejes dominantes y la posición de los edificios principales está aún determinada por el espacio circundante. Ejemplos: las ciudades de Mileto y Priene.
En el siglo V a. C. la retícula ortogonal se convierte en norma para la planificación de la ciudad. La retícula hipodámica es más bien un instrumento práctico para facilitar la planificación y la construcción de nuevas colonias. Apoyándose en la tradición clásica y helenística, los romanos adoptan y propagan las ideas urbanísticas de Grecia.

## Roma y la forma urbis
Los romanos buscan trazados regulares geométricos o, si esto no es posible, incluyen composiciones arquitectónicas, cuyo mejor ejemplo es la ciudad de Roma.
A ella está vinculado el gobierno del Imperio, que se ve obligado a engrandecerla para hacerla digna de su papel de capital.
Su continuum espaciotemporal define su forma urbana, que pasa de la inicial Roma quadrata en el Capitolio y el Palatino, a la Roma septimontium republicana sobre las siete colonias, antes de desbordarlas y extenderse bajo el Imperio hasta la muralla aureliana.
El desarrollo de los conceptos monumentales de diseño se produce en el área central de la Roma antigua, donde el antiguo mercado en el Capitolio se transforma progresivamente en el corazón comercial y administrativo de Roma: el Foro Republicano, la parte más monumental de la ciudad por estar en él emplazados los templos y los principales edificios públicos.
Gradualmente se vio que la solución para organizar grandes formaciones de edificios reside en la composición e integración urbana. Así la ampliación del Foro durante el Imperio subordina los edificios a los espacios urbanos.
En contraste con el Foro republicano, los foros Imperiales y, sobre todo, el de Trajano son una realización de gran claridad, de espacios regulares inmensos articulados por edificios colosales. Las termas llegan a convertirse en los edificios más complejos de la Antigüedad como función sectorial, en tanto que el gran palacio de Diocleciano en Spalato se concibe y construye a modo de ciudad ideal: como un campamento romano monumentalizado. Pero las termas son composiciones regulares, la deliberada irregularidad compositiva de la villa de Adriano manifiesta otras intenciones de diseño, que serán propuestas como ejemplo para la ciudad contemporánea entendida como ciudad collage.

## Ciudades con planeamiento hipodámico
- Las primeras ciudades del III milenio a. C. surgidas en el Antiguo Egipto.
- Varias ciudades de Mesopotamia, como Babilonia.
- Ciudades de Mesoamérica, como Teotihuacán, mayas como Nixtun-Ch’ichi en Petén y aztecas como Tenochtitlan.
- Las ciudades fundadas por los griegos en la época helenística, como Alejandría.
- Las fundadas por los romanos (Zaragoza) surgidas de los campamentos de las legiones.
- Varias ciudades europeas medievales creadas ex novo, como las bastidas francesas, o Santa Fe por los reyes católicos en España para asentar las tropas durante el sitio de Granada.
- La mayoría de las ciudades americanas fundadas por los españoles; este modelo fue el utilizado en los trazados "a cordel" de las nuevas ciudades americanas, generadas a partir de una plaza mayor con iglesia y consejo (ciudad colonial española), como Bogotá, Quito, Lima, Ciudad de México y Buenos Aires. En el caso de la ciudad de La Plata, fundada el 19 de noviembre de 1882, tras la independencia de Argentina; sus avenidas y diagonales la convierten en un ejemplo de urbanismo moderno. También se utilizó este modelo pues era fácil de utilizar en caso de ataques bélicos, se podían utilizar las manzanas como trincheras y mantener a una tropa segura durante varios días.
- Las Nuevas Poblaciones de Andalucía y Sierra Morena fundadas en tiempos de Carlos III, como La Carolina
- Algunas ciudades reconstruidas después de una catástrofe, como el barrio de la Baixa, en Lisboa.
- Las ciudades fundadas después de la independencia en los nuevos países.
- Las ciudades fundadas por los europeos durante la época neocolonial del siglo XIX, como Kinshasa o Nueva Delhi.
- Muchas ciudades estadounidenses, como Nueva York, donde las vías de circulación son llamadas calles o avenidas, según su orientación y tamaño.
- En 1765 el ingeniero D. Francisco Llobet proyecta el ensanche de Santander y construye 15 manzanas de casas sobre una planta en cuadrícula que más adelante, en 1788, se completaría con nuevo proyecto de Agustín de Colosía.
- Los planes de ampliación o ensanches del siglo XIX, de ciudades como Bilbao (Achúcarro, Alzola y Hoffmeyer), Barcelona (Plan Cerdá) y Madrid (Plan de Carlos María de Castro y Carlos Ibáñez de Ibero; la zona nororiental es el Barrio de Salamanca).
- Algunas ciudades chinas, como Pekín.
- Los centros de las ciudades reconstruidos después de la Segunda Guerra Mundial: El Havre, Brest, etc.
- Turín, siendo la primera capital de Italia,  adoptó ese sistema gracias al Rey.

## Ejemplos de mapas con plan hipodámico
|                                              |
| Plano de la ciudad de Santo Domingo en 1665. |

|                                       |
| Plano de la Ciudad de México en 1720. |

|                                     |
| Plano de la ciudad de Lima en 1750. |

|                                        |
| Plano de la ciudad de Caracas en 1775. |

|                                                  |
| Plano de la ciudad de Santiago de Chile en 1778. |

|                                       |
| Plano de la ciudad de La Paz en 1781. |

|                                       |
| Plano de la ciudad de Bogotá en 1894. |

|                                                      |
| Plano ortogonal de la ciudad de Windermere, Florida. |